# Plectrumelectrum
| Оценки критиков      | Оценки критиков |
| Источник             | Оценка          |
| -------------------- | --------------- |
| AllMusic             | [ 3 ]           |
| The A.V. Club        | A–              |
| Chicago Tribune      | [ 4 ]           |
| The Daily Telegraph  | [ 5 ]           |
| Entertainment Weekly | B+              |
| The Guardian         | [ 7 ]           |
| Los Angeles Times    | [ 8 ]           |
| Q                    | [ 9 ]           |
| Pitchfork Media      | 3.8/10          |
| Rolling Stone        | [ 2 ]           |

Plectrumelectrum — тридцать шестой студийный альбом американского певца Принса (и единственный, в записи которого приняла участие его группа 3rdeyegirl), выпущенный 30 сентября 2014 года на лейблах NPG Records и Warner Bros. Records. Диск вышел одновременно с альбомом Art Official Age и получил положительные отзывы музыкальной критики и интернет-изданий. Plectrumelectrum достиг первого места в рок-чарте Top Rock Albums (Billboard), одиннадцатого места в хит-параде Великобритании и был на позиции № 8 в американском чарте Billboard 200.

## Об альбоме
По мнению Рэндалла Робертса из газеты Los Angeles Times, диск Plectrumelectrum — это рок-альбом с текстами и звуковыми эффектами с характерными для Принса «благородной странностью» и «чувством юмора».
Альбом получил как положительные отзывы музыкальных критиков и интернет-изданий, так и умеренные.
Диск дебютировал на восьмом месте в американском хит-параде Billboard 200 с тиражом 26 000 копий в первую неделю. Во вторую неделю релиза было лишь 7 000 копий, и он опустился на позицию № 47 (суммарный тираж составил 33 000 копий).

## Список композиций
Слова и музыка всех песен — Принса, кроме «PlectrumElectrum», написанной гитаристкой Донной Грантис, аранжировано Принсом.
| №   | Название | Длительность |
| --- | --- | ------------ |
| 1.  | «Wow» | 4:28         |
| 2.  | «PretzelBodyLogic»                                                                                                   | 3:26         |
| 3.  | «AintTurninRound» | 3:02         |
| 4.  | «PlectrumElectrum» (инструментальная)                                                                                | 4:51         |
| 5.  | «WhiteCaps» | 3:43         |
| 6.  | «FixUrLifeUp» | 3:12         |
| 7.  | «BoyTrouble» (при участии Lizzo и Sophia Eris)                                                                       | 3:53         |
| 8.  | «StopThisTrain» | 3:41         |
| 9.  | «AnotherLove» (адаптацию с оригинальной версии песни сделали Alice Smith, Rebecca Jordan и Reginald "Syience" Perry) | 4:16         |
| 10. | «TicTacToe» | 3:38         |
| 11. | «Marz» | 1:48         |
| 12. | «FunkNRoll» | 4:10         |

## Чарты
| Чарт (2014)                       | Высшая позиция |
| --------------------------------- | -------------- |
| Австралия (ARIA)                  | 33             |
| Бельгия/Фландрия (Ultratop)       | 20             |
| Бельгия/Валлония (Ultratop)       | 35             |
| Дания (Hitlisten)                 | 8              |
| Нидерланды (Album Top 100)        | 9              |
| Франция (SNEP)                    | 13             |
| Венгрия (MAHASZ)                  | 6              |
| Italian Albums (FIMI)             | 21             |
| Новая Зеландия (RMNZ)             | 31             |
| Норвегия (VG-lista)               | 8              |
| Шотландия (Scottish Albums Chart) | 15             |
| Швейцария (Schweizer Hitparade)   | 50             |
| Великобритания (UK Albums Chart)  | 11             |
| США (Billboard 200)               | 8              |
| США (Billboard Top Rock Albums)   | 1              |